# 内田クレペリン精神検査
内田クレペリン精神検査（うちだクレペリンせいしんけんさ）は、性格検査・職業適性検査の一種である。クレペリン検査とも略される。ドイツの精神科医であるエミール・クレペリンが発見した作業曲線を元に、日本の内田勇三郎が1920年代から1930年代にかけて開発した国産の心理検査である。現在は株式会社日本・精神技術研究所が提供しており、「内田クレペリン検査」は同社の登録商標（第4500507号）である。

## 方法と評価
一桁の足し算（3、4、5、6、7、8、9の組み合わせからなる）を、5分の休憩をはさんで前半15分、後半15分の30分間行わせた上で、1分ごとの作業量の継時的な変化のパターンから性格や適性を診断する。診断の基本的な考え方は、健康で性格面・適性面に大きな偏りのない人に典型的に出現する曲線型を「定型曲線」として置いた上で、その定型曲線との類似度やズレ、定型にあてはまらない曲線特徴の現われ方などから、受検者の性格や適性を評価するものである。
評価は「能力面の特徴」「性格・行動面の特徴」に分けられ、「能力面の特徴」は作業の処理速度や複雑な作業を処理できるかという知能面での評価で、「性格・行動面の特徴」は、受検者の性格やパーソナリティなど心理面での評価となり、内田クレペリン精神検査は知能検査と性格検査を兼ねたものであるとしている。

## 用途
- 企業（民間会社や自治体など）における採用試験での適性検査として[2]。
- 学校（高等学校など）における生徒指導や進路指導のための性格検査として[2]。
- 特に、鉄道事業者・バス事業者における採用試験などで多く使用されている[2]。
  - 国土交通省令により、JRグループ各社など全国の鉄道事業者で3年に1回、運転士の適性検査として受検させることが義務付けられている[2]。

## 欠点と批判
半世紀にわたって形を変えず使われてきたために、検査の判定方法が広く知られてしまった。すなわち受検者が結果を意図的に操作することが不可能ではない。
また、単調な作業を長時間にわたり課すため、受検者にとっては負荷が大きい。
心理学者の村上宣寛は、内田クレペリン精神検査について「同じ個人でもそのときの状況や体調によって統計学的に無視できない大きな誤差が作業曲線に表れることから、同検査にはほとんど意味がない」との見解を示している。